# Vazamento de documentos dos Estados Unidos sobre a Guerra no Afeganistão
O vazamento de documentos da Guerra do Afeganistão, também chamado de Diário da Guerra do Afeganistão, é a divulgação de uma coleção de registros militares internos dos EUA sobre a Guerra no Afeganistão, que foram publicados pelo WikiLeaks em 25 de julho de 2010. Os registros consistem em mais de 91 000 documentos da Guerra do Afeganistão, abrangendo o período entre janeiro de 2004 e dezembro de 2009. A maioria dos documentos são classificados como secretos. Em 28 de julho de 2010, apenas 75 000 dos documentos foram divulgados ao público, um movimento que o WikiLeaks diz ser "parte de um processo de minimização de danos exigido pela [fonte]". Antes de liberar os 75 000 documentos iniciais, o WikiLeaks disponibilizou os logs para o The Guardian, The New York Times e Der Spiegel em sua edição online em alemão e inglês, que publicou relatórios de acordo com um acordo feito anteriormente no mesmo dia, 25 de julho de 2010.
O vazamento, que é considerado um dos maiores da história militar dos Estados Unidos, revelou informações sobre a morte de civis, o aumento dos ataques do Talibã e o envolvimento do Paquistão e do Irã na insurgência. O WikiLeaks não revisou todos os registros antes do lançamento por causa do volume de material. Um porta-voz do WikiLeaks disse que eles "simplesmente não conseguem imaginar que alguém possa examinar 76 000 documentos". WikiLeaks diz que não sabe a fonte dos dados vazados. Os três veículos que receberam os documentos com antecedência, The New York Times, The Guardian e Der Spiegel, concluíram que são genuínos quando comparados com relatórios independentes.
O New York Times descreveu o vazamento como "um arquivo de seis anos de documentos militares classificados [que] oferece uma imagem crua e sombria da guerra afegã". O Guardian chamou o material de "um dos maiores vazamentos na história militar dos EUA... Paquistão e Irã estão alimentando a insurgência". Der Spiegel escreveu que "os editores-chefe do Spiegel, The New York Times e The Guardian foram 'unânimes em sua crença de que há um interesse público justificado no material'".
Algum tempo depois da primeira disseminação pelo WikiLeaks, o Departamento de Justiça dos EUA considerou usar a Lei de Espionagem dos EUA de 1917 para impedir que o WikiLeaks publicasse os 15 000 documentos secretos de guerra restantes que afirmava possuir.